# Deutzia calycosa
Deutzia calycosa är en hortensiaväxtart som beskrevs av Alfred Rehder. Deutzia calycosa ingår i släktet deutzior, och familjen hortensiaväxter. Utöver nominatformen finns också underarten D. c. macropetala.